# Denny Clairmont
Denny Clairmont (* 24. Dezember 1935 in Los Angeles, Kalifornien; † 11. Mai 2020 in Mill Valley, Kalifornien) war ein US-amerikanischer Erfinder und Unternehmer.
Clairmont, Sohn eines Kameramanns, war in Hollywood zunächst im Kameraverleihgeschäft tätig und entwickelte sich zum Experten für Kameras und Kameralinsen. Zusammen mit seinem Bruder Terry Clairmont (1942–2006) gründete er 1976 mit Clairmont Camera eine eigene Firma. Hier widmete er sich vor allem der Entwicklung von Kameralinsen. Als Anerkennung für seine Arbeit erhielt er 2011 die John A. Bonner-Medaille. Die American Society of Cinematographers ehrte ihn 2015 mit dem Award of Distinction. 2017 ging er in den Ruhestand und verkaufte seine Firma. Clairmont starb im Alter von 84 Jahren an den Folgen eines Sturzes.